# 1364년

## 연호
- 원(元) 지정(至正) 24년
- 일본(日本) 남조(南朝) 쇼헤이(正平) 19년
- 일본(日本) 북조(北朝) 조지(貞治) 3년
- 쩐 왕조(陳朝) 다이찌(大治) 7년

## 기년
- 원(元) 혜종(惠宗) 32년
- 고려(高麗) 공민왕(恭愍王) 13년
- 쩐 왕조(陳朝) 유종(裕宗) 24년

## 사건
- 음력 1월 - 최유가 원나라 군사를 이끌고 고려를 침공했으나 패주함[1][2][3]

## 사망
- 4월 8일 - 장 2세, 프랑스 발루아 왕가의 2대 왕.
- 고려(高麗)의 무신(武臣) 유인우(柳仁雨)